# Mystique
Mystique alias de Raven Darkhölme, conocida en España como Mística, es un personaje ficticio que aparece en cómics estadounidenses publicados por Marvel Comics. Creada por el artista David Cockrum y el escritor Chris Claremont, el personaje apareció por primera vez en Ms. Marvel #16 (abril de 1978).Mystique, miembro de una subespecie de humanidad conocida como mutantes que nacen con habilidades sobrehumanas, es una cambiaformas que puede imitar la apariencia y la voz de cualquier persona con una precisión exquisita. Su apariencia natural incluye piel azul, cabello rojo y ojos amarillos.
Típicamente retratada como una enemiga de los X-Men, Mystique ha sido una supervillana y una antiheroína, fundó su propia Hermandad de Mutantes y asesinó a varias personas importantes involucradas en asuntos de mutantes; ella ha comentado que tiene más de 100 años.Comúnmente vive bajo el nombre supuesto de Raven Darkhölme,y anteriormente como Sherlock Holmes, Mystique es la esposa de Destiny (Irene Adler), la madre del villano Graydon Creedy madre adoptiva de Rogue,así como el padre del héroe Nightcrawler de los X-Men, concebido con su esposa Destiny mientras estaba en una de sus formas masculinas.Mystique ha sido descrita como una de las antihéroes femeninas más notables y poderosas de Marvel.
Mystique aparece en siete de las películas de X-Men: fue interpretada por la actriz Rebecca Romijn en X-Men (2000), X-Men 2 (2003) y X-Men: The Last Stand (2006), mientras que Jennifer Lawrence interpretó una versión más joven del personaje en X-Men: primera generación (2011), X-Men: días del futuro pasado (2014), X-Men: Apocalipsis (2016), y Dark Phoenix (2019).Romijn también hace un cameo como Mystique en First Class; En estas películas, Mystique es representada como la hermana adoptiva de Charles Xavier.
En 2009 fue clasificada por IGN como la decimoctava villana de cómic más grande de todos los tiempos.

## Historial de publicaciones
Mystique fue creada por el artista Dave Cockrum. Chris Claremont vio el diseño de Cockrum, apodado el personaje "Mystique", y, con el permiso de Cockrum, la colocó en Ms. Marvel # 16 (mayo de 1978).La verdadera apariencia del personaje fue revelada en Ms. Marvel #18 (junio de 1978)y su primera aparición en portada en The Avengers Annual #10 (1981).
Claremont, un exescritor de X-Men, ha dicho que originalmente pretendía que Mystique y Destiny fueran los padres biológicos de Nightcrawler (con Mystique transformándose en un cuerpo masculino por el acto de la concepción), pero Marvel no estuvo de acuerdo, porque en ese momento la autoridad del código de cómics prohibía la representación explícita de personajes gay o bisexuales.Esta historia se convertiría en canon en noviembre de 2023.

## Historia

### Primeros años
No se sabe mucho acerca del pasado de Mystique. Ni siquiera se tiene la certeza de que su nombre civil de Raven Darkholme, sea su nombre verdadero. Debido a que sus poderes mutantes metamórficos le impiden envejecer normalmente, tampoco se sabe su verdadera edad.
Se supone que Mystique conoció a Irene Adler, alias Destiny, la mutante vidente, hace varias décadas, cuando Destiny acudió a ella para ayudarle a descifrar las misteriosas visiones que Destiny tenía y que comenzó a plasmar en sus diarios. Con el paso del tiempo, ambas se convirtieron en amantes.
Mystique y Destiny estuvieron juntas algún tiempo, pero después se separaron, y se supone que ambas tuvieron otras relaciones. Mystique por su parte, se infiltró en la CIA bajo la identidad de Leni Zauber. Ella conoció y sedujo a Victor Creed, alias Sabretooth, antes de que este se convirtiera en un asesino. Mystique y Sabretooth mantuvieron una corta relación, fruto de la cual Mystique dio a luz a su primer hijo, Graydon Creed. Al saber que el niño era un humano, Mystique abandonó al niño en un orfanato y huyó de Sabretooth, quien juro vengarse por su traición.
Tiempo después, se instaló en Alemania, donde conoció al Barón Christian Wagner, con el cual se casó un poco después. Pero por aquellos años, Mystique fue seducida por el demonio Azazel, que buscaba mujeres para engendrar hijos, y que estos futuros hombres-demonio, le ayudaran a escapar de su dimensión oscura. Mystique tuvo un encuentro con Azazel, y quedó embarazada, haciéndole creer al Barón Wagner que el hijo era suyo. Pero cuando el niño nació, todos los que rodeaban a Mystique se horrorizaron, pues el pequeño nació cubierto con un pelambre color azul y con la apariencia de un demonio. Antes de que ella y el niño fueran linchados, Mystique huyó, y lanzó al niño por una cascada para salvarse a sí misma, el niño flotó hasta que lo recogió Margali Szardos,una hechicera que trabajaba en un circo. Con el paso del tiempo, el niño, llamado Kurt Wagner, se convertiría en el X-Men Nightcrawler.
Más adelante, Mystique y Destiny se reencontraron y reanudaron su relación sentimental y laboral. Ellas encontraron a una temerosa jovencita oriunda de Misisipi llamada Anna-Marie. La joven huía de su casa debido a su incapacidad para controlar sus poderes mutantes. Mystique y Destiny la bautizaron como Rogue y la adoptaron como su propia hija. Según la propia Mystique, este tiempo fue el más feliz de su vida.

### Hermandad de mutantes
Poco después, Mystique consiguió infiltrarse dentro del Pentágono, y con ayuda de Destiny, fue fraguando un plan para iniciar su brigada en favor de los mutantes. Ella hizo su primera aparición pública cuando intentó robar armas de la agencia de espionaje SHIELD, siendo combatida por Carol Danvers, la Ms. Marvel. A partir de entonces, Mystique y Marvel se convirtieron en enemigas mortales. Poco después, ella organizó a la Segunda Hermandad de mutantes diabólicos, compuesta de ella misma, Blob, Pyro, Avalanche y Destiny. El primer golpe de esta Hermandad, fue el intento de asesinato en contra del senador Robert Kelly, intento que fue frustrado por los X-Men, específicamente por las versiones futuras de Kitty Pryde y Rachel Summers, que evitaron así, el futuro catastrófico que esto hubiera provocado.
Una vez que Rogue estuvo preparada, Mystique la anexó a la Hermandad. Rogue hizo su debut en un combate contra Ms. Marvel y los Vengadores. En la batalla, Mystique le ordenó a Rogue atacar a Marvel con sus poderes de absorción, pero la inexperta Rogue, no supo controlarlos y terminó robándose permanentemente los poderes y memorias de Marvel.
Aunque Rogue estaba muy confundida y atormentada por no poder controlar los poderes de Marvel, todavía acompañó a la Hermandad en batallas contra los X-Men y Dazzler. Pero cuando su falta de control llegó a un punto crítico, Destiny convenció a Mystique que lo mejor era enviar a Rogue con los X-Men, pues solo Charles Xavier sería capaz de ayudarla.
Tras perder a Rogue, la Hermandad es capturada por el gobierno. La identidad civil de Mystique infiltrada en el gobierno es descubierta. La Dra. Valerie Cooper, convence al gobierno de emplear a la Hermandad para su propio beneficio como agentes especiales, dada su efectividad y alcances como grupo criminal. Así, la Hermandad se convierte en Fuerza Libertad, y como primera misión para el gobierno, consiguen la captura de Magneto.
Fuerza Libertad enfrentará en varias ocasiones a los X-Men y también a X-Factor, otro equipo mutante patrocinado por el gobierno. Al equipo se suman personajes como Espiral y Spider-Woman II (Julia Carpenter). Mystique y la Hermandad estuvieron presentes durante la aparente muerte de los X-Men en Dallas.
Más adelante, Mystique y Fuerza Libertad unieron fuerzas con el equipo especial de X-Men de la Isla Muir, dirigidos por Forja para combatir a los Reavers. Pero en el combate, Legión es poseído por el Rey Sombra y asesina a Destiny. Antes de morir, Destiny predice que Mystique y Forja tienen que terminar juntos.
La muerte de Destiny es un duro golpe para Mystique, del cual nunca se ha podido recuperar. Ella terminó por abandonar a Fuerza Libertad.
Durante un tiempo, ella fue invitada a residir en la Mansión X. Al comenzar a mostrar marcados síntomas de locura, Forja toma la decisión de llevársela con el a Dallas. Mystique logra recuperar su cordura y poco a poco comienza a manifestar sentimientos hacia Forja.

### X-Factor
Forge instala un dispositivo rastreador en el cráneo de Mystique. De esta forma, es fácil convencerla para que se una a X-Factor. Poco después, Sabretooth también es forzado a unirse al grupo. En realidad, uno de los objetivos de Sabretooth para estar en el equipo, era asesinar a Mystique. Poco después, Mystique trata en vano, evitar el asesinato de su propio hijo, Graydon, quien era candidato a la presidencia de EE. UU. a manos de los agentes de Operación: Cero Tolerancia.
Finalmente Sabretooth traiciona al grupo. La ayuda de Mystique resulta ser vital para evitar que Sabretooth asesine a todo X-Factor, pero decide aprovechar la situación para escapar del control de Forja.

### Regreso como villana
Durante un tiempo, Mystique desapareció de la vida superheroica. Con la identidad de Ronnie Lake, se convirtió en una famosa top-model. Esto hasta que fue parte de los planes de Apocalipsis durante la saga Los Doce. Apocalipsis y sus aliados, los Skrull, involucraron a Mystique en un complot contra la agencia japonesa conocida como la Yakiba. Finalmente Rogue con ayuda de Fuego Solar y Kitty Pryde, lograron resolver la situación. Mientras estuvo en casa de Mystique, Kitty Pryde encontró el primero de los diarios de Destiny.
Poco después de esto, la repentina perdida de poderes de los mutantes provocada por el Alto Evolucionario, provocó que Mystique cayera en prisión. Hubiera purgado una larga condena, pero al final, los mutantes recuperaron sus poderes, y ella pudo escapar.
Mystique nuevamente mostró marcados síntomas de locura cuando reorganizó a la Hermandad para intentar de nuevo asesinar al senador Robert Kelly, objetivo que ahora si cumplió. Al mismo tiempo, Mystique secuestró a la Dra. Moira MacTaggert para intentar extraerle la información sobre la cura del Virus Legado. Aunque los X-Men llegaron a la Isla Muir, no pudieron salvar la vida de Moira. Mystique también atacó a la joven Wolfsbane, dejándola temporalmente sin poderes. La maldad de Mystique solo se contuvo al ser apuñalada por la propia Rogue. Hospitalizada, finalmente Mystique entrega a los X-Men el resto de los diarios de Destiny.
Tras un tiempo en prisión, Mystique logra escapar, y aliada con Mente Maestra II (Martinique Jason), crea la identidad de Surge, y se infiltra en la X-Corp., una agencia mutante liderada por Banshee. Más adelante, Mystique escapa, pero antes, hiere a Banshee en la garganta para dejarlo sin poderes.

### Agente secreta
Charles Xavier se vio obligado a contratar a Mystique como su agente secreto, ya que su anterior agente, Prudence Leighton, había muerto y Mystique es la única adecuada para completar las misiones. Xavier se hace pasar por Magneto para rescatar a Mystique en el Departamento de Seguridad Nacional y de la ejecución a manos de Johny Kitano, Magistrado Especial para los delitos de lesa humanidad.
En este momento, Mystique afirma que no es un impostor tomo su forma para llevar a cabo el asesinato de Moira y la infiltración en la X-Corps. Si ella dijo la verdad no ha sido revelado. Para esta misión, Mystique vuelve a trabajar con Forge.
Rogue se las arregla para seguir su rastro. Mystique trata de pedir disculpas a Rogue de cómo se ha hecho daño, pero Rogue, loca de rabia, ataca a su madre adoptiva. Mystique logra escapar al cambiar su forma.

### X-Men
Mystique decide infiltrarse entre los X-Men. Ella está en desacuerdo con el romance de Rogue y Gambito. Mystique utiliza la identidad de una joven mutante llamada Foxx y es aceptada como alumna de la Escuela. Foxx comienza a seducir a Gambito, y se desconoce si tuvieron algún encuentro íntimo. Foxx también intenta conseguir su propósito tomando la apariencia de Rogue. Finalmente, Emma Frost descubre el engaño de Mystique, quien es capturada por los X-Men. Mystique solicita membresía a los X-Men, quienes después de una votación, terminan aceptándola en el equipo. Mystique intenta convencer a Rogue de poner sus ojos en su joven asistente, llamado Pulse, situación que complica su ya de por sí tensa situación con Gambito.
Más tarde, Mystique auxilia a los X-Men en sus misiones contra Apocalipsis, Pandemic y Hecatombe. Durante ese periodo, intentó seducir al Hombre de Hielo.

### Merodeadores
Mystique se revela poco después como una traidora y miembro de los Merodeadores, el equipo de asesinos a las órdenes de Mr. Siniestro. Durante la búsqueda de la bebé mutante mesías, Mystique revela que en realidad pretende traicionar a Siniestro. Cuando este pretende asesinar a Rogue, Mystique reacciona y aparentemente lo mata. Mystique combate a Rogue, y queda inconsciente.

### Muerte y regreso
Mystique es perseguida por Wolverine para exterminarla en venganza por su traición a los X-Men. Mystique escapa hacia Afganistán. Allí se hace pasar por Wolverine y mata a una muchacha de la aldea local, engañando a los aldeanos. Mystique no parece estar sufriendo de los efectos a largo plazo de ser tocado por Rogue. Se hace alusión a que la traición reciente de Mystique no es la única razón por la cual Wolverine está decidido a matarla, ya que al parecer tienen una historia común de años atrás en México. Después de una acalorada pelea, Wolverine logra herir a Mystique, pero él elige negarle el golpe mortal.
Mystique aparece de nuevo, haciéndose pasar por Opal Tanaka, exnovia de Iceman. No se explica cómo sobrevivió a su batalla con Wolverine. Más adelante, ella sigue a Iceman al hospital y le inyecta una dosis letal de una toxina creada por Mr. Siniestro. El personal del hospital tratan de llegar a Iceman, pero se ven frenados por Mystique. Después, Mystique ataca a Iceman en un camión al cual prende fuego. Pero él sale del fuego sin sufrir daño y desarma e inmoviliza a Mystique, pero ella se escapa momentos más tarde después de transformarse un niño. Mystique se hace pasar por Iceman y se encuentra en la parte superior del puente Golden Gate, amenazando con hacerlo explotar. Iceman llega y descubre la razón por la Mystique hace esto, es Wolverine. Iceman congela la bomba, Mystique le golpea y salta desde el puente en el agua. Su cuerpo no aparece.
Mystique se reveló más tarde como parte de los llamados Dark X-Men de Norman Osborn, haciéndose pasar por el Profesor Charles Xavier. Osborn la convierten en una bomba humana. Después de la defección de Emma Frost, Namor y Cloak and Dagger, Mystique comienza a liderar a los restantes miembros del equipo (Mimic, Bestia Oscura y Omega ) bajo la apariencia pública de Jean Grey, ya que nadie podía probar que Jean había muerto realmente. Una misión organizada por Osborn pone a Mystique (en su disfraz de Jean Grey) frente a un resucitado Nate Grey.
Wolverine, después de haber regresado del infierno y recuperar su cuerpo poseído por una fuerza demoníaca, se dirige a Mystique después de descubrir que ella era responsable del envío de su alma a aquel lugar. Wolverine y el mercenario Lord Deathstrike, persiguen a Mystique a través de las calles de San Francisco al mismo tiempo. Como ella está involucrada en un tiroteo con Lord Deathstrike, Mystique es atravesado por la espalda por Wolverine, que exige que le diga dónde puede encontrar la Red Right Hand. Mystique quita la anilla de una granada, lo coloca en Wolverine y se mueve fuera del camino justo antes de que explote a continuación, más le advierte de la localización de la Red Right Hand en México. Mystique derrota a Lord Deathstrike y entonces se enfrenta a Wolverine y afirma que su papel en su exilio reciente al infierno era algo de lo cual ella no se arrepiente. Wolverine entonces, balea a Mystique.
Lord Deathstrike recoge el cuerpo de Mystique y lo subasta al mejor postor. Su cadáver se vende por 5 millones de dólares a un grupo de ninjas. Se da a entender que son posiblemente asesinos conocidos como "La Mano ", dada su reputación para la restauración de los guerreros caídos.
Mystique reapareció encarnando a Sabretoothen el Aeropuerto Internacional de Los Ángeles. Como Sabretooth, ella se ha comprometido a ayudar al Club Fuego Infernal en su destrucción de la Escuela de Jean Grey, presumiblemente como una forma de vengarse de Wolverine al ser el, el director de la escuela. Se puso de manifiesto que cuando La Mano revivió a Mystique, sus poderes se han mejorado y ahora es capaz de cambiar su olor para que coincida con las formas que ella toma.
Mystique se entera de que los X-Men originales han llegado al presente. Ella busca a joven Cíclope para manipularlo. Más tarde, se alía con Lady Mastermind y Sabretooth para cometer robos profesionales. No obstante, Mystique los traiciona y se enfrenta con los X-Men. En este momento, el nuevo Silver Samurai y Viper aparecen. Mystique le explica que ella quiere controlar la delincuencia en Madripoor. No obstante, los X-Men logran detenerla. Posteriormente Maria Hill la visita en prisión, y Mystique logra escapar.
Mystique es atacada por Iceman mientras está sentada en una bañera. Ella luego va a la ciudad de Nueva York para advertir a Gambito de que algo no está bien con él. Se revela que Iceman está poseído por el fragmento de Apocalipsis. Mystique logra manipular Iceman para unirse a su causa. A continuación, atacan a los X-Men. Después de Iceman se rompe en piezas tras combatir a Thor, Mystique toma entonces el fragmento de Apocalipsis y se lo traga para heredar sus poderes.
Mystique se disfraza como Phil Coulson, la mano derecha de Maria Hill. Ella se las arregla para usurpar la apariencia de Dazzler e infiltrarse con los X-Men.
Mystique junto con Blob y otros mutantes, preparan un proyecto para convertir al principado asiático de Madripoor en un refugio mutante como lo fueron Genosha y Utopía. Mystique invita con engaños a Magneto a su nuevo proyecto, pero este declina la oferta.

## Poderes y habilidades
Mystique puede modificar las células de su cuerpo para duplicar el aspecto de cualquier humano o animal, incluyendo la ropa u otros complementos. Puede duplicar con gran precisión el modelo de retina de cualquier persona, las huellas digitales, el modelo de poro de la piel y el tono de las cuerdas vocales. Es capaz de aumentar su volumen, pero no su masa. Después de su encuentro con el clan de ninjas La Mano, al parecer Mystique también es capaz de alterar su propio olor. Su poder le concede retraso de edad, factor de curación acelerada e inmunidad a medicinas y venenos.
Mystique también es una combatiente sumamente experta, excelente actriz y una hábil estratega militar e informática.

## Sexualidad
El personaje mantuvo una relación amorosa sólida y duradera con la mutante Destiny (Irene Adler); marco dentro del cual ambas adoptaron a la mutante Rogue. También ha tenido o se implica que ha tenido relaciones sexuales con personajes masculinos como Forja, Wolverine, Sabretooth, Azazel, y Iceman, aunque una parte de los analistas prefiere clasificar a Mystique como homoflexible —en los cómics no se utiliza sin embargo el término para referirse a ella— más que como bisexual.
Mystique es según el canon de Marvel la progenitora junto con Azazel del mutante Nightcrawler; en una trama argumental abortada se revelaba sin embargo a Destiny como la madre y a Mystique —una metamorfa— como el padre. El creador del personaje, Chris Claremont, confesó que esta última idea le parecía atractiva aunque no se llegó a plasmar en las páginas de Marvel.

## Otras versiones

### Absorbida por Rogue
Una copia de la mente de Mystique, incluidos sus recuerdos y su personalidad, existe dentro de la mente de Rogue desde los eventos de "X-Men: Messiah Complex". Ella conversa con Rogue. Ella también solicita que Rogue le entregue el control de su cuerpo. Finalmente, ella es borrada por el profesor Xavier.

### Era de Apocalipsis
En la línea de tiempo de Era de Apocalipsis, ella entregó a su hija adoptiva Rogue a Magneto y sus X-Men.Años más tarde, Mystique es la barquera de Avalon. Su tarea es reunirse con los refugiados y asegurarse de que conozcan al guía de Avalon, Cain. Aunque trabaja contra Apocalipsis, no es una gran heroína. Ella cobra una tarifa elevada por transportar a los refugiados a Avalon y llevarse todos sus objetos de valor. Esto atormenta su conciencia y se muestra reacia a ir a Avalon, ya que siente que no es apta para entrar. Al final, supera su culpa para guiar a su hijo, Nightcrawler, a Avalon y encontrar a Destiny. Ella y su hijo forman X-Calibre para derrotar a los agentes de Apocalipsis, los Pale Riders y el Rey Sombra.

### Exiles
En la realidad de la Tierra-797, Mystique es aparentemente un hombre y se llama Raphael-Raven Darkhölme (y su alias es Mystiq). Al igual que Mystique principal, él tiene una relación con Destiny pero debido a su género tiene un hijo con ella (el plan original para el origen de Nightcrawler de Claremont). Ambos mueren en circunstancias desconocidas y Raphael suele ir a sus tumbas. En tal ocasión, está a punto de ser atacado por soldados cuando Sabretooth de los Exiliados, que había quedado varado en esta Tierra, le salva la vida. Diciendo que está en deuda con él, se une a los Exiliados cuando vienen a recoger a su compañero de equipo.

### House of M
En House of M, Mystique es una agente de S.H.I.E.L.D. y miembro de su unidad de élite, la Guardia Roja, junto con Jessica Drew,Sapo y sus hijos Rogue y Nightcrawler. También está involucrada en una aventura con Wolverine, el líder de la Guardia Roja. Cuando esta unidad, persiguiendo a su antiguo líder, ataca a los héroes 'despertados' por Layla Miller, todo el escuadrón se recupera. Con toda la realidad en su contra, cualquier historia personal queda a un lado y Mystique lucha junto al resto de los "despertados" sin incidentes.

### Marvel Mangaverso
En X-Men Mangaverse, Mystique se asocia con Nightcrawler y otros miembros de la Hermandad. Tormenta luego la mata con un rayo.

### Marvel Zombies
Mystique aparece como zombi dos veces en el universo Marvel Zombies. Primero ella se la muestra disfrazada de Bruja Escarlata para acercarse y morder a Quicksilver, convirtiéndose así en la responsable directa de la rápida propagación del virus zombi por todo el mundo. También se la muestra luchando junto a versiones zombis de Avalancha, Blob y Pyro recibiendo una explosión directa de Cíclope directamente en la cara.

### Ultimate Marvel
En el Universo Ultimate Marvel, Mystique es la ex amante de Charles Xavier. Durante su estancia en la Tierra Salvaje con Magneto, la joven Emma Frost queda bajo la tutela de Xavier, y poco después deja a Mystique por Frost.Desde entonces, Mystique ha mantenido un gran resentimiento hacia Xavier, lo que a su vez la hace leal a Magneto.Ella forma equipo con Forja y ayuda a Magneto a escapar del Triskelion ocupando su lugar en la celda de la prisión,antes de que ella sea reemplazada por Mente Maestra y Stacy X y le den una nueva tarea. Se insinúa que ella es una de las pocas que realmente sabe cómo opera el lado más oscuro de Xavier, y afirma: "Todos aceptamos el sueño de Xavier hasta que vimos el cerebro enfermo detrás de él".Más tarde se revela que Emma Frost nombró al gato de Xavier en honor a Mystique, después de que el felino destruyó parcialmente la decoración de su oficina.Ella aparece brevemente en Ultimates 3, haciéndose pasar por Black Widow para distraer a Tony Stark hasta que es noqueda por Avispa.Más tarde ella se la ve con los pocos miembros supervivientes de la Hermandad que aún están estacionados en Wundagore.

## Otros medios

### Televisión
- Mystique es un personaje recurrente en la serie animada de 1992 X-Men, con las voces en inglés de Randall Carpenter en la primera y segunda temporada, y de Jennifer Dale en el resto de la serie. Esta versión es asociada de Apocalipsis, Mr. Siniestro y Magneto, así como líder de la Hermandad de Mutantes Malvados y también fue madre adoptiva de Rogue, antes de que este último se uniera a los X-Men.
- Mystique juega un papel prominente en la serie animada del 2000 X-Men: Evolution, con la voz en inglés de Collen Wheeler.[77]Esta versión inicialmente sirve a Magneto, supervisa la Hermandad de Bayville y trabaja encubierto como la directora Raven Darkholme de la escuela secundaria de Bayville durante la primera temporada hasta que Magneto la traiciona. Durante la segunda a la cuarta temporada, se vuelve rebelde y asume el alias de Risty Wilde (con la voz de Nicole Oliver) antes de convertirse en el Jinete de la Pestilencia de Apocalipsis en el final de la serie de dos partes "Ascension". También se revela que ella es la madre biológica de Kurt Wagner / Nightcrawler y la madre adoptiva de Rogue.
- Mystique aparece en los episodios "Greetings from Genosha" y "Battle Lines" de la serie Wolverine and the X-Men, con la voz de Tamara Bernier.[78]Esta versión es un residente de Genosha y miembro de los Acólitos de Magneto que muestra una historia romántica previa con Wolverine.
- Mystique aparece en la serie infantil The Super Hero Squad Show episodio "Deadly is the Black Widow's Bite", con la voz de Lena Headey.[79]Esta versión es miembro de la Legión Letal del Doctor Doom. Ella se hace pasar por Black Widow con el fin de ganar la confianza del Escuadrón de superhéroes.
- Mystique aparece en la serie de anime Marvel Disk Wars: The Avengers, con la voz de Masumi Asano.[80]

### Cine
En la trilogía de la franquicia X-Men de 2000-2006, Mystique fue interpretada por Rebecca Romijn. En X-Men: primera generación que fue la primera precuela del grupo y la segunda precuela relacionada con la franquicia, aparece una versión joven del personaje interpretada por Jennifer Lawrence, en el inicio hay una escena del pasado donde se puede ver a Mystique como una niña interpretada por Morgan Lily. En un momento de la película Rebecca Romijn realiza un cameo cuando la joven Mystique se convierte en una mujer mayor. Algo que se destaca en la versión cinematográfica es que jamás establecieron los lazos de familia que hay entre Mystique, Nightcrawler y Rogue como en los cómics.

#### X-Men
En la película X-Men, Mystique interpretada por Rebecca Romijn es miembro de la Hermandad de Mutantes de Magneto. Ella secuestra al senador Kelly y lo lleva con Magneto, quien lo usa como sujeto de pruebas para su máquina que induce mutaciones. Al final, Mystique pelea con Wolverine y él casi la mata con sus garras. Al terminar la pelea, ella consigue escapar y asume la identidad del fallecido senador Kelly.

#### X-Men 2
Rebecca Romijn repite su papel en X-Men 2, durante la mayor parte de la película Mystique se hace pasar por el senador Robert Kelly, a quien Magneto mató en la película anterior. Ella busca información sobre la prisión de Magneto hecha de plástico y lo ayuda a escapar inyectando metal en el vigilante de la prisión. Luego se encuentra con Magneto y juntos ayudan a los X-Men a infiltrarse en la base de William Stryker en el Lago Alkali cuando descubren que Stryker tiene un plan para lavarle el cerebro a Xavier y obligarlo a usar un duplicado de Cerebro para matar a todos los mutantes. En la última parte se convierte en William y le dice al mutante ilusionista Jason que ahora le toca morir a los humanos. Escapa con Magneto y también con Pyro.

#### X-Men: The Last Stand
Rebecca Romijn regresa para interpretar al personaje por penúltima vez en X-Men 3 de 2006. Mystique es liberada por Magneto y Pyro de una furgoneta de la prisión en movimiento, donde se encontraba arrestada por robar información sobre la cura mutante, también liberan a Juggernaut y el Hombre Múltiple. Luego, un guardia que estaba inconsciente, despierta y le dispara a Magneto con la cura, pero Mystique se interpone y la cura dentro de la munición la convierte en una humana normal. Magneto la abandona porque ella ya no es una de ellos. El desprecio de Magneto lleva a Mystique a revelar la ubicación de La Hermandad al gobierno de EE. UU.

#### X-Men: Primera Generación

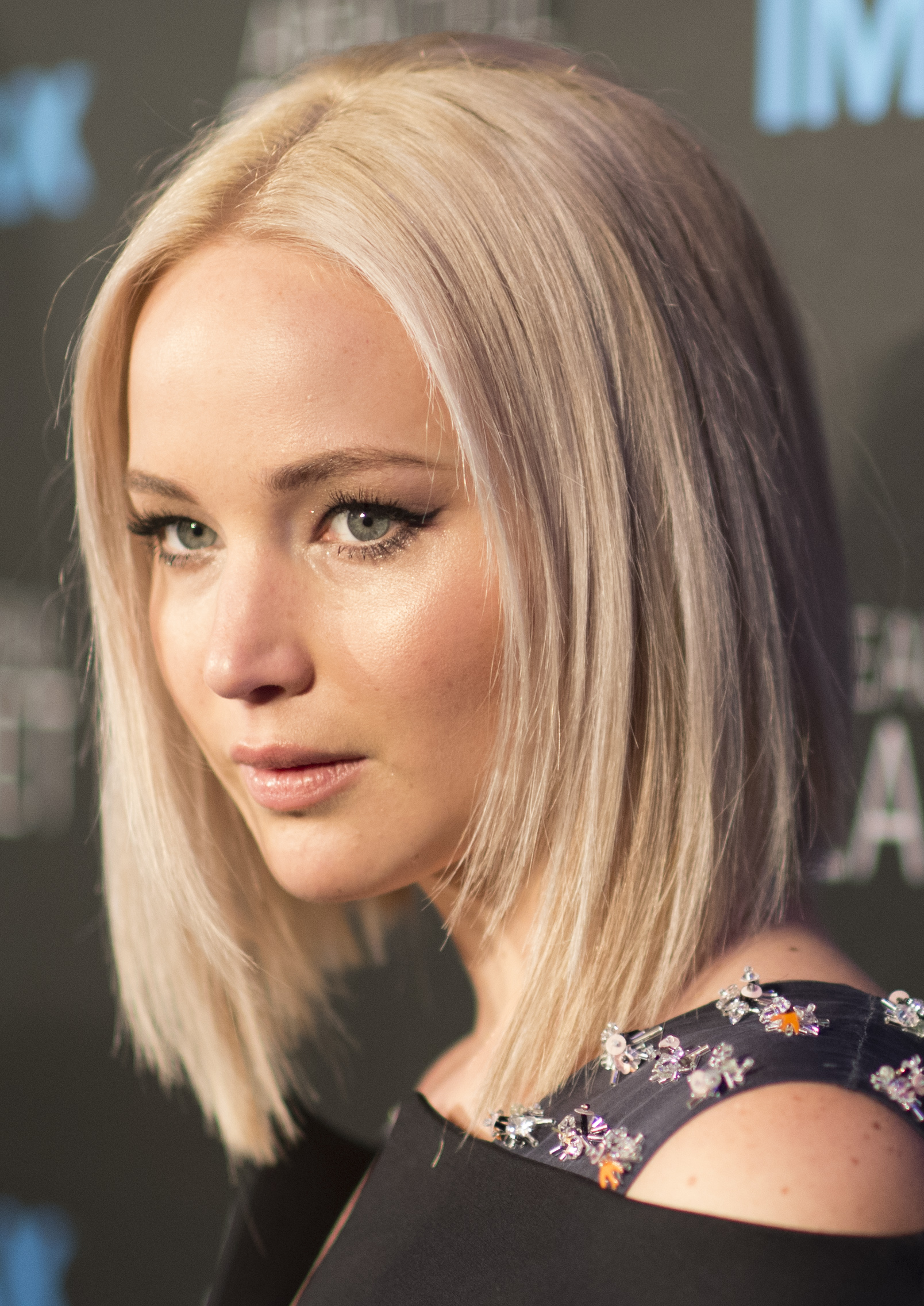
Jennifer Lawrence interpretó a Mystique en las precuelas de X-Men.

En la precuela de 2011 X-Men: primera generación, Jennifer Lawrence retrata a una versión más joven del personaje, Morgan Lily interpreta a Mystique de niña y Rebecca Romijn regresa por última vez en la franquicia para hacer un cameo como una de las transformaciones que Mystique toma para seducir a Magneto. Ella es criada como la hermana adoptiva de Charles Xavier, y ayuda a fundar los X-Men, pero finalmente empieza a sentir que le falla a Magneto ya que está insatisfecha con los constantes intentos de Xavier de pedirle que se esconda cuando Magneto la animó a no temer a su verdadera apariencia. También se revela que su poder de cambiar de forma, hace que su cuerpo envejezca más lento que el resto de los mutantes. Al final se separa de Xavier, cuando la muchacha decide seguir a Magneto por considerar su ideología más afín a ella.
Esta película marca la primera contradicción en el personaje ya que establece que Mystique, en un principio, era la hermanastra de Xavier que luego se convirtió en su enemiga tras separarse de él y unirse a Magneto. Pero en la trilogía clásica ella no reconoce a Xavier porque en las tres primeras películas, Bryan Singer y Brett Ratner no habían establecido ningún lazo familiar entre Mystique y Xavier.

#### X-Men: Días del Futuro Pasado
Jennifer Lawrence repite su papel en la película X-Men: días del futuro pasado de 2014. Mystique asesinó a Bolivar Trask en 1973 lo que llevó al temor de los humanos, dando como fruto el programa Centinela. Ella fue capturada inmediatamente después y le realizaron experimentos, descubriendo la forma de fabricar Centinelas que se transformen para adaptarse a los poderes mutantes lo que hizo que el futuro se volviera distópico. La película gira en torno a los intentos de Wolverine para detenerla de matar a Trask y evitar el oscuro futuro ya que Kitty Pryde envío su mente atrás en el tiempo y la proyectó hacia el cuerpo de su yo del pasado. El grupo frustra el intento de Mystique de matar a Trask, pero el altercado expone a los mutantes al mundo por primera vez, lo que provocó que el presidente Nixon apruebe el programa Centinela mientras que Trask estudia una muestra de sangre que Mystique dejó durante el ataque. Mientras Trask Industries envía los Centinelas a Washington D. C. para su presentación nacional, Magneto les inserta acero secretamente a los robots con la idea de controlarlos. Posteriormente, él comanda a los Centinelas y les ordena atacar a la multitud y detener a Wolverine, Xavier y McCoy, pero antes de que pueda matar a quien él cree que es Nixon (que en realidad es Mystique), McCoy suprime su mutación con un suero que hace que el Centinela pierda el interés en él y dirija su atención hacia Magneto pero este lo destruye rápidamente, sin embargo la distracción permite a Mystique dispararle con una pistola de plástico, hiriéndolo y quitándole el control sobre los Centinelas. Después de que Xavier convence a Mystique de dejar a Trask vivo, el mundo ve que un mutante salvó al presidente y el programa Centinela se cancela. Trask es arrestado por vender secretos militares a potencias extranjeras y el futuro desastroso es alterado. Mystique es vista por última vez haciéndose pasar por William Stryker para salvar a Wolverine del Río Potomac.

#### X-Men: Apocalipsis
Lawrence repite su papel de Mystique en  X-Men: Apocalipsis. La película está ambientada en 1983, con Mystique siendo ahora la 'cara pública' de la idea de mutantes heroicos, y después de haber cambiado el futuro en la película X-Men: días del futuro pasado, ya no está alineada con Magneto como en el otro futuro que finalmente conducía a la producción en masa de los Centinelas. A pesar de ser idolatrada por otros mutantes como una heroína, ella rechaza la idea y se ocupa simplemente de llevar a los oprimidos a un lugar seguro. Los mutantes más jóvenes como Ororo Munroe, Scott Summers y Jean Grey la ven como una inspiración, y algunos han comenzado a tratar de seguir su ejemplo usando sus poderes para actos heroicos o de vigilancia. Mientras intenta ayudar a Nightcrawler, Caliban le informa a Mystique sobre la muerte de la familia de Magneto y ella le pide a Nightcrawler que la lleve de vuelta a la mansión de Xavier para que Xavier pueda ayudarla a encontrar a Erik. Después de que Xavier es secuestrado y la mansión es destruida, Raven y los otros son mantenidos como prisioneros por el coronel Stryker, pero luego son rescatados por Scott, Jean y Nightcrawler, lo que lleva a Raven a acompañarlos en la misión de rescatar a Xavier de Apocalipsis. En la conclusión de la película, Mystique regresa a los X-Men como uno de los maestros y la líder de campo de Xavier.
Esta película marcó una contradicción en la personalidad de Mystique. En las películas anteriores ella siempre se mostró orgullosa de ser una mutante de piel azul y no le importaba que los humanos las discriminen porque ella los odiaba. Pero en esta 9° entrega de la franquicia mutante el personaje pasa la mayor parte de la película convertida en humana porque le preocupa que la discriminen. Esto se debe principalmente a que la actriz Jennifer Lawrence no le gustaba atravesar por la sesión de maquillaje para interpretar al personaje desnuda con la piel azul.

#### X-Men: Dark Phoenix
Lawrence repitió su papel por última vez en Dark Phoenix. Durante una confrontación con la Fuerza Fénix que poseía Jean Grey, Mystique intentó tranquilizar a su amiga, solo para que Jean perdiera el control de sus poderes y cause una pequeña explosión telequinetica que empuja a Mystique hacia atrás, empalándola accidentalmente contra un trozo de madera de un balcón previamente destruido y dejando a Jean horrorizada por lo que hizo. Mystique murió poco después, diciéndole a Bestia con sus últimas palabras que ella lo amaba. Después de convertirse en el nuevo decano de la escuela, se muestra que Bestia tiene una foto de ella en su escritorio.

### Videojuegos
- X-Men: Mutant Academy
- X-Men: Mutant Academy 2
- X-Men Legends
- X-Men Legends II: Rise of Apocalypse
- X-Men: Destiny
- Fortnite: Battle Royale